# 第7高射特科連隊

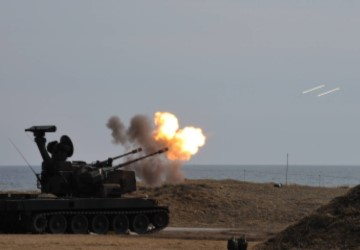
87式自走高射機関砲

第7高射特科連隊（だいななこうしゃとっかれんたい、JGSDF 7th Antiaircraft Artillery Regiment）は、陸上自衛隊静内駐屯地（北海道日高郡新ひだか町）に駐屯する第7師団隷下の高射特科部隊である。

## 概要
第7高射特科連隊長は1等陸佐（二）が充てられ、静内駐屯地司令を兼務する。連隊本部、本部管理中隊および6個高射中隊から編成されており、連隊本部、本部管理中隊および第5、第6高射中隊（81式短距離地対空誘導弾装備）は静内駐屯地に、第1～4高射中隊（87式自走高射機関砲装備）は東千歳駐屯地に分かれて駐屯する。
1981年（昭和56年）3月に第7特科連隊第5特科大隊を増強改編して師団隷下の高射特科部隊としては初となる高射特科連隊として新編された。

## 沿革
第7特科連隊第5特科大隊
- 1961年（昭和36年）2月28日：第7混成団の機械化改編により、第7特科連隊第5特科大隊が真駒内駐屯地に新編。
- 1962年（昭和37年）
  - 1月25日：第7特科連隊第5特科大隊が真駒内駐屯地から東千歳駐屯地に移駐。
  - 8月15日：第7混成団が第7師団に改編。
- 1971年（昭和46年）7月27日：第5特科大隊が東千歳駐屯地から静内分屯地に移駐。

第7高射特科連隊
- 1981年（昭和56年）3月25日：第7師団の改編により、第5大隊が第7高射特科連隊（5個高射中隊基幹）に拡大改編。第7師団直轄となる[1]。

1. 連隊本部、本部管理中隊および第5高射中隊は静内分屯地に配置[2]。
2. 第1～4高射中隊は東千歳駐屯地に配置。

- 1985年（昭和60年）
  - 3月20日：第6高射中隊が静内分屯地に新編[2]。第7高射特科連隊が6個高射中隊基幹に拡大改編。
  - 7月15日：駐屯する静内分屯地が静内駐屯地に昇格[3]。
- 1994年（平成06年）3月28日：第1～4高射中隊が装備していた35mm2連装高射機関砲 L-90×8門を87式自走高射機関砲×32両（各中隊8両）に換装。
- 2000年（平成12年）3月28日：後方支援体制変換に伴い、整備部門を第7後方支援連隊第2整備大隊高射直接支援中隊へ移管。

## 部隊編成
静内駐屯地に駐屯する。
- 第7高射特科連隊本部
- 本部管理中隊「7高特-本」：79式対空レーダ装置 JTPS-P9、対空情報処理システム[4]
- 第1高射中隊「7高特-1」（東千歳駐屯地）：87式自走高射機関砲、73式装甲車
- 第2高射中隊「7高特-2」（東千歳駐屯地）：87式自走高射機関砲、73式装甲車
- 第3高射中隊「7高特-3」（東千歳駐屯地）：87式自走高射機関砲、73式装甲車
- 第4高射中隊「7高特-4」（東千歳駐屯地）：87式自走高射機関砲、73式装甲車
- 第5高射中隊「7高特-5」：81式短距離地対空誘導弾
- 第6高射中隊「7高特-6」：81式短距離地対空誘導弾

## 整備支援部隊
- 第7後方支援連隊第2整備大隊高射直接支援中隊「7後支-2整-高」（静内駐屯地・東千歳駐屯地）：2000年（平成12年）3月28日から

## 主要幹部
| 官職名                              | 階級          | 氏名   | 補職発令日     | 前職                           |
| ----------------------------------- | ------------- | ------ | -------------- | ------------------------------ |
| 第7高射特科連隊長 兼 静内駐屯地司令 | 1等陸佐（二） | 武原充 | 2024年08月01日 | 陸上総隊司令部運用部陸上連絡官 |

| 代 | 氏名       | 在職期間                        | 前職                                            | 後職                                        |
| -- | ---------- | ------------------------------- | ----------------------------------------------- | ------------------------------------------- |
| 01 | 村田純一   | 1981年03月25日 - 1982年08月01日 | 第7師団司令部勤務                               | 北部方面総監部調査部長                      |
| 02 | 井上昭男   | 1982年08月02日 - 1984年03月15日 | 第1混成団本部勤務                               | 陸上幕僚監部装備部武器・化学課 誘導武器班長 |
| 03 | 後藤武男   | 1984年03月16日 - 1986年07月31日 | 統合幕僚学校学校教官                            | 陸上自衛隊幹部学校学校教官                  |
| 04 | 佐々木英嗣 | 1986年08月01日 - 1988年03月15日 | 東北方面総監部防衛部防衛課長                    | 陸上幕僚監部人事部補任課長                  |
| 05 | 稲垣純通   | 1988年03月16日 - 1990年03月15日 | 陸上幕僚監部防衛部運用課 運用第2班長            | 自衛隊島根地方連絡部長                      |
| 06 | 遠藤政男   | 1990年03月16日 - 1992年03月15日 | 統合幕僚学校学校教官                            | 陸上自衛隊幹部学校主任研究開発官            |
| 07 | 碓氷吉彦   | 1992年03月16日 - 1994年11月30日 | 第1高射特科団本部高級幕僚                       | 武山駐屯地業務隊長                          |
| 08 | 藤原淳悦   | 1994年12月01日 - 1997年12月07日 | 陸上幕僚監部監理部総務課 監理班長               | 東北方面総監部監察官                        |
| 09 | 土谷貴史   | 1997年12月08日 - 1999年12月09日 | 陸上幕僚監部防衛部研究課 総括班長               | 陸上幕僚監部人事部厚生課 給与室長           |
| 10 | 増子講一   | 1999年12月10日 - 2002年12月01日 | 東北方面総監部防衛部防衛課長                    | 防衛研究所主任研究官                        |
| 11 | 梶井剛     | 2002年12月02日 - 2005年07月31日 | 陸上自衛隊幹部学校学校教官                      | 自衛隊富山地方連絡部長                      |
| 12 | 住吉一俊   | 2005年08月01日 - 2008年03月25日 | 陸上自衛隊化学学校教育部長                      | 陸上自衛隊研究本部主任研究開発官            |
| 13 | 飯盛進     | 2008年03月26日 - 2009年07月20日 | 陸上自衛隊幹部学校学校教官                      | 陸上幕僚監部人事部厚生課長                  |
| 14 | 小林俊哉   | 2009年07月21日 - 2011年08月04日 | 陸上幕僚監部運用支援・情報部 情報課情報保全室長 | 自衛隊富山地方協力本部長                    |
| 15 | 髙木勝也   | 2011年08月05日 - 2013年03月31日 | 陸上幕僚監部人事部厚生課 厚生班長               | 中央即応集団司令部防衛部長                  |
| 16 | 江頭豊一   | 2013年04月01日 - 2014年03月27日 | 陸上幕僚監部装備部開発課 総括班長               | 陸上幕僚監部開発官付開発調整官              |
| 17 | 神田謙     | 2014年03月28日 - 2016年07月31日 | 自衛隊沖縄地方協力本部募集課長                  | 陸上自衛隊高射学校第1教育部長               |
| 18 | 青木秀敏   | 2016年08月01日 - 2018年07月31日 | 陸上幕僚監部人事部募集・援護課 援護班長         | 自衛隊鳥取地方協力本部長                    |
| 19 | 田中裕宣   | 2018年08月01日 - 2020年03月17日 | 陸上自衛隊教育訓練研究本部教官                  | 陸上幕僚監部人事教育部厚生課長              |
| 20 | 谷坂忠俊   | 2020年03月18日 - 2022年03月13日 | 陸上自衛隊教育訓練研究本部研究員                | 自衛隊岡山地方協力本部長                    |
| 21 | 矢口鑑     | 2022年03月14日 - 2024年07月31日 | 相浦駐屯地業務隊長                              | 陸上自衛隊教育訓練研究本部勤務              |
| 22 | 武原充     | 2024年08月01日                  | 陸上総隊司令部運用部陸上連絡官                  |                                             |

## 主要装備
- 87式自走高射機関砲
- 81式短距離地対空誘導弾
- 79式対空レーダ装置 JTPS-P9
- 73式装甲車
- 1/2tトラック / 73式小型トラック
- 1 1/2tトラック / 73式中型トラック
- 3 1/2tトラック / 73式大型トラック
- 12.7mm重機関銃
- 89式5.56mm小銃

過去の装備品
- 40mm自走高射機関砲Ｍ42

## 警備隊区
新冠町、新ひだか町、浦河町、様似町、えりも町